# Astroneer
Astroneer est un jeu vidéo en monde ouvert de genre bac à sable, développé par System Era Softworks. Le jeu présente des mondes procéduraux sur la thématique de l'exploration spatiale.
Disponible sur PC et Xbox One depuis le  16 décembre 2016 en version pré-alpha, la première version finalisée est finalement distribuée le 6 février 2019. Le jeu est aussi disponible sur  PlayStation 4 depuis le 15 novembre 2019 et sur Switch depuis le 18 février 2022.

## Trame
Astroneer plonge le joueur au cœur d'un système planétaire fictif. L'intrigue se déroule au  XXVe siècle, à l'âge des découvertes intergalactiques. Dans cet univers parallèle, un grand nombre d'astroneers ont déjà posés le pieds sur les différentes planètes (Atrox, Calidor, Sylva, Vesania, Glacio) et leur satellite naturel (Desolo et Novus) générés chacun selon 32 768 graines aléatoire possibles[réf. nécessaire].

## Système de jeu
Le joueur est présenté sous l'apparence d'un astronaute. Grâce à des cosmétiques généralement payants ou obtenable au travers d'événements et de succès[réf. nécessaire], l'apparence du joueur peut être personalisée.
La vue du joueur est à la troisième personne et de façon modulaire en zoom tout comme en position relative, mais est toujours centré sur le joueur lui-même.
Le joueur peut recevoir des dégâts et mourir. En mourant, il laisse alors son équipement au sol et peut le récupérer dès lors qu'il réapparaît en suivant le marqueur correspondant[réf. nécessaire]. Son équipement est stocké sur son dos et son outils de terraformation.

## Postérité
Le jeu a reçu plusieurs prix, qui sont :
- « Gamer's voice award » (jeu vidéo indépendant le plus voté par la communauté) par SXSW en 2019[2] ;
- doublement « Best Action & Adventure » (meilleur jeu d'aventure) par The Webby Awards en 2019[3] ;
- doublement « Best User Experience » (meilleur expérience utilisateur) par The Webby Awards en 2019[3] ;
- « Best Art Direction » (meilleur direction artistique) par The Webby Awards en 2019[3] ;
- « Best Game Design » (meilleur conception de jeu) par The Webby Awards en 2019[3] ;
- « Best Visual Design » (meilleur design visuel) par The Webby Awards en 2019[3].